# Eindhovense Schaakvereniging
De Eindhovense Schaakvereniging (ESV) is een schaakvereniging uit de Nederlandse gemeente Eindhoven.

## Geschiedenis
De Eindhovense Schaakvereniging werd in 1915 opgericht door dr. Gaarenstroom. In de jaren zeventig won Eindhoven tweemaal de nationale beker (1978 en 1979). In 1981, 1982 en 1984 werd Eindhoven nationaal snelschaakkampioen.
De vereniging beleefde haar hoogtepunt in het landskampioenschap in het seizoen 1983/84, toen Eindhoven nationaal kampioen werd. De club deed het jaar daarna mee aan de European Club Cup voor schaakteams en haalde daarin de derde ronde.
In 2008 kwam het eerste team uit in de Eerste Klasse KNSB. 
Ook op individueel niveau werden er successen geboekt: de (ex)leden Paul van der Sterren, Loek van Wely, Robin Swinkels en Benjamin Bok werden grootmeester en Erika Sziva werd dit bij de dames. De club leverde bijna twintig internationale meesters af en was ook vaak vertegenwoordigd in het Nederlandse team op de Schaakolympiades (Frans Kuijpers, Peter Scheeren en Rudy Douven).
Kuijpers, Douven en Van Wely werden persoonlijk nationaal kampioen. Ook organisatorisch was de vereniging actief: zevenmaal was Eindhoven betrokken bij de organisatie van het Nederlands kampioenschap schaken. De geschiedenis van de vereniging is vastgelegd in twee boeken, ‘Eindhoven 75’ (1990) en ‘Het Sterrenteam’ (2005), beide geschreven door Jules Welling.

### Honderdjarig jubileum
Op 24 oktober 2015 werd het honderdjarig bestaan van de Eindhovense Schaakvereniging gevierd. Op deze dag werd door wethouder Yasin Torunoglu de Koninklijke Erepenning en bijhorende oorkonde uitgereikt.

## Clubavonden
De club telt circa zestig actieve leden, die iedere maandag samenkomen in 'Gemeenschapscentrum Lievendaal’ voor de interne competitie, die uiteindelijk de clubkampioen moet opleveren. Op dit moment is de clubtitel in handen van Bas van de Plassche.
Op avonden dat er geen competitie gespeeld wordt, is er ruimte voor andere activiteiten, zoals lezingen, simultaans en teambesprekingen.

## Externe competitie
Extern neemt Eindhoven met vier teams deel aan de landelijke KNSB-competitie. Daarnaast is Eindhoven vertegenwoordigd in de strijd om de nationale en Brabantse beker, die via de knock out-formule afgewerkt wordt. Ook neemt Eindhoven deel aan de regionale avondcompetitie.